# Resultados do Carnaval de Niterói em 2022
Nesta página estão tabulados os Resultados do Carnaval de Niterói no ano de 2022. Após 15 anos na Rua da Conceição, os desfiles passaram a ser realizados no Caminho Niemeyer, no centro da cidade, na arena montada no pátio do Teatro Popular Oscar Niemeyer. Inicialmente marcado para os dias 19, 20 e 21 de fevereiro, uma semana antes da data oficial do carnaval, os desfiles foram adiados para 21, 23 e 24 de abril em virtude do aumento de casos de Covid-19 provocados pela variante Ômicron no início do ano. O remanejamento também levou em consideração não coincidir com as datas em que Acadêmicos do Cubango, Acadêmicos do Sossego e Unidos do Viradouro desfilassem na Marquês de Sapucaí pelo carnaval do Rio de Janeiro - respectivamente nos dias 20 e 22 de abril. 
A Folia do Viradouro conquistou seu quinto título no carnaval niteroiense com um enredo sobre as origens do bairro de Jurujuba. O enredo "Yuri-Yuba: Jurujuba" foi desenvolvido pelo carnavalesco Bruno Faria, que conquistou seu primeiro título no carnaval de Niterói. Alegria da Zona Norte ficou com o vice-campeonato por três décimos de diferença para o Folia. Terceira colocada, a Magnólia Brasil reeditou o enredo de 1989 de sua escola madrinha, a Unidos do Jacarezinho, com o título "Meu Sonho Astral". Última colocada, a Combinado do Amor foi rebaixada para o Grupo B, vencido pela Cacique da São José, que foi promovida à primeira divisão, de onde estava afastada desde 2016. Por descumprir 80% das obrigatoriedades para realização de seu desfile, o Bafo do Tigre foi desclassificado da disputa e automaticamente rebaixado para o Grupo C, vencido pelo Garra de Ouro.

## Grupo A
| Colocação | Escola                          | Enredo                                                                 | Pontos | Situação                     | Ref.  |
| --------- | ------------------------------- | ---------------------------------------------------------------------- | ------ | ---------------------------- | ----- |
| 1.º       | Folia do Viradouro              | Yuri-Yuba: Jurujuba                                                    | 176.4  | Campeã do carnaval 2022      | [ 4 ] |
| 2.º       | Alegria da Zona Norte           | Alegremente somos os olhos da noite!                                   | 176.1  |                              | [ 4 ] |
| 3.º       | Magnólia Brasil                 | Meu Sonho Astral (Reedição do enredo de 1989 da Unidos do Jacarezinho) | 175.8  |                              | [ 4 ] |
| 4.º       | Souza Soares                    | Do Nordeste ao Sertão, Niterói Tem São João                            | 175.4  |                              | [ 4 ] |
| 5.º       | Unidos da Região Oceânica       | Sawabona Shikoba, ritual de um povo africano                           | 175.2  |                              | [ 4 ] |
| 6.º       | Experimenta da Ilha             | Vivi - A Pequena Notável do Samba                                      | 175    |                              | [ 4 ] |
| 7.º       | Sabiá                           | Meu povo, meu chão. Gonzaga, Tributo ao Sertão!                        | 173.7  |                              | [ 4 ] |
| 8.º       | Mocidade Independente de Icaraí | Iubentium - A Arte Sagrada da Cura                                     | 173.6  |                              | [ 4 ] |
| 9.º       | Unidos do Sacramento            | O Prazer do Cheiro (Reedição do próprio enredo de 2002)                | 173.4  |                              | [ 4 ] |
| 10.º      | Combinado do Amor               | Nictherói: do passado ao futuro, espelho para o mundo                  | 164.7  | Rebaixada ao Grupo B em 2023 | [ 4 ] |

## Grupo B
| Colocação | Escola               | Pontos | Situação                              |
| --------- | -------------------- | ------ | ------------------------------------- |
| 1.º       | Cacique da São José  | 177    | Campeã e Promovida ao Grupo A em 2023 |
| 2.º       | Império de Araribóia | 176.9  |                                       |
| 3.º       | Banda Batistão       | 175.9  |                                       |
| 4.º       | Bem Amado            | 175.7  |                                       |
| 5.º       | Paraíso da Bonfim    | 174.3  | Bateria (19.8 pontos)                 |
| 6.º       | Balanço do Fonseca   | 174.3  | Bateria (19.7 pontos)                 |
| 7.º       | Tá Rindo Porquê?     | 174.2  |                                       |
| 8.º       | Amigos da Ciclovia   | 173.8  |                                       |
| 9.º       | União da Engenhoca   | 173    |                                       |
| 10.º      | Bafo do Tigre        | 0      | Rebaixada ao Grupo C em 2023          |

## Grupo C
| Colocação | Escola                   | Pontos | Situação                              |
| --------- | ------------------------ | ------ | ------------------------------------- |
| 1.º       | Garra de Ouro            | 177.6  | Campeã e Promovida ao Grupo B em 2023 |
| 2.º       | Império de Charitas      | 177.1  | Bateria (19.9 pontos)                 |
| 3.º       | Galo de Ouro             | 177.1  | Bateria (19.8 pontos)                 |
| 4.º       | Mistura da Raça          | 174.3  |                                       |
| 5.º       | Fora de Casa             | 172.8  | Não desfilam em 2023                  |
| 6.º       | Independente do Boaçu    | 172.6  | Não desfilam em 2023                  |
| 7.º       | Unidos do Castro         | 172.6  | Não desfilam em 2023                  |
| 8.º       | União do Maruí           | 172.2  | Não desfilam em 2023                  |
| 9.º       | Unidos do Barro Vermelho | 171.7  | Não desfilam em 2023                  |
| 10.º      | Grupo dos Quinze         | 171    | Não desfilam em 2023                  |
| 11.º      | Grilo da Fonte           | 129.7  | Não desfilam em 2023                  |